# گل سوزنی
گل سوزنی (نام علمی: Posoqueria latifolia) نام یک گونه از تیره روناسیان است.